# ۱۰۷۳ (خورشیدی)
۱۰۷۳ هزار و هفتاد و سومین سال هجری خورشیدی است.

## رویدادها
- آغاز پادشاهی شاه سلطان حسین صفوی و تاجگذاری وی در اصفهان.

## درگذشتگان
- ۸ مرداد - شاه سلیمان صفوی ، (زاده: ۱۰۲۶)